# Chiesa di Sant'Agata la Pedata

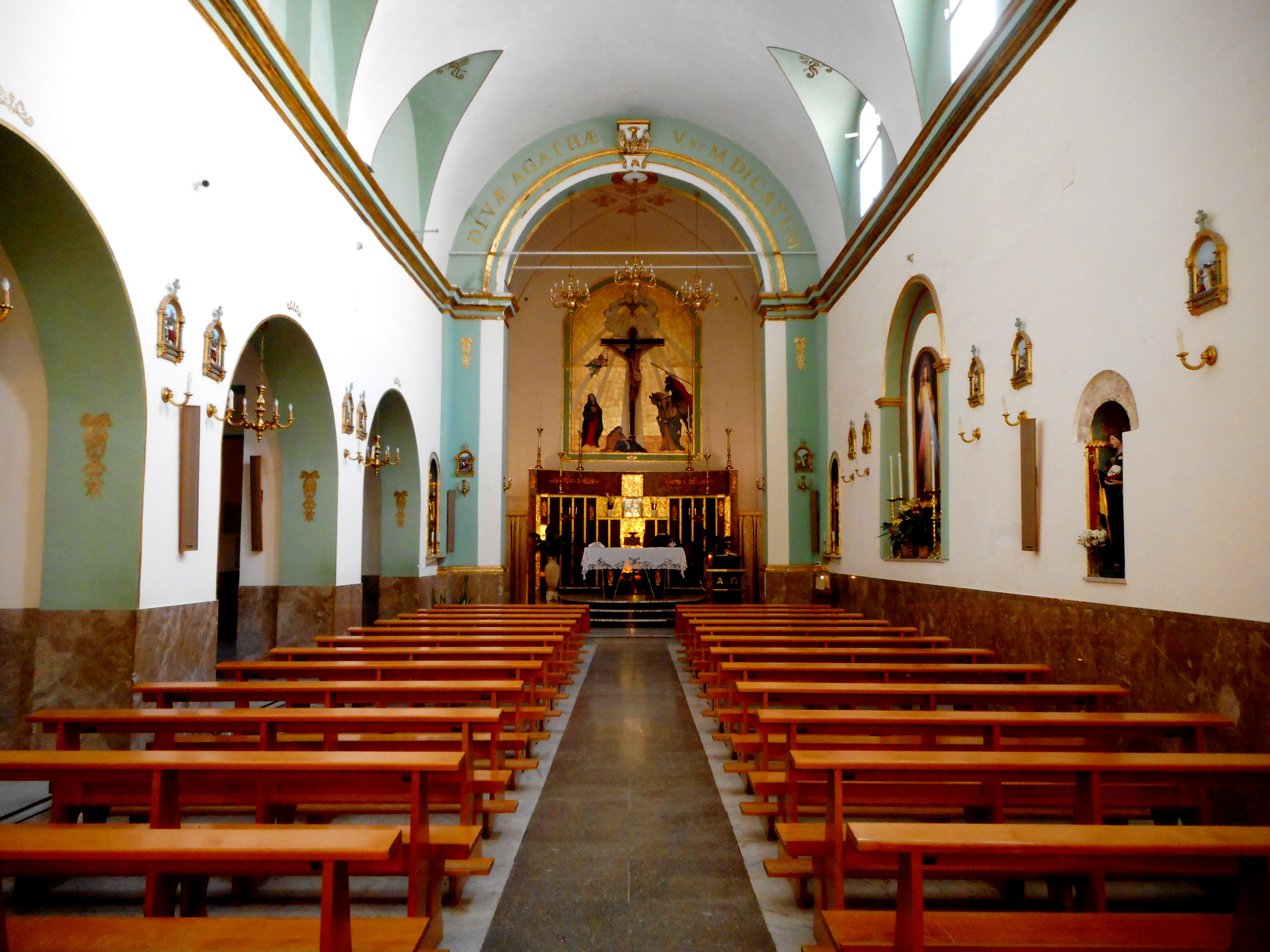
Interno della chiesa.

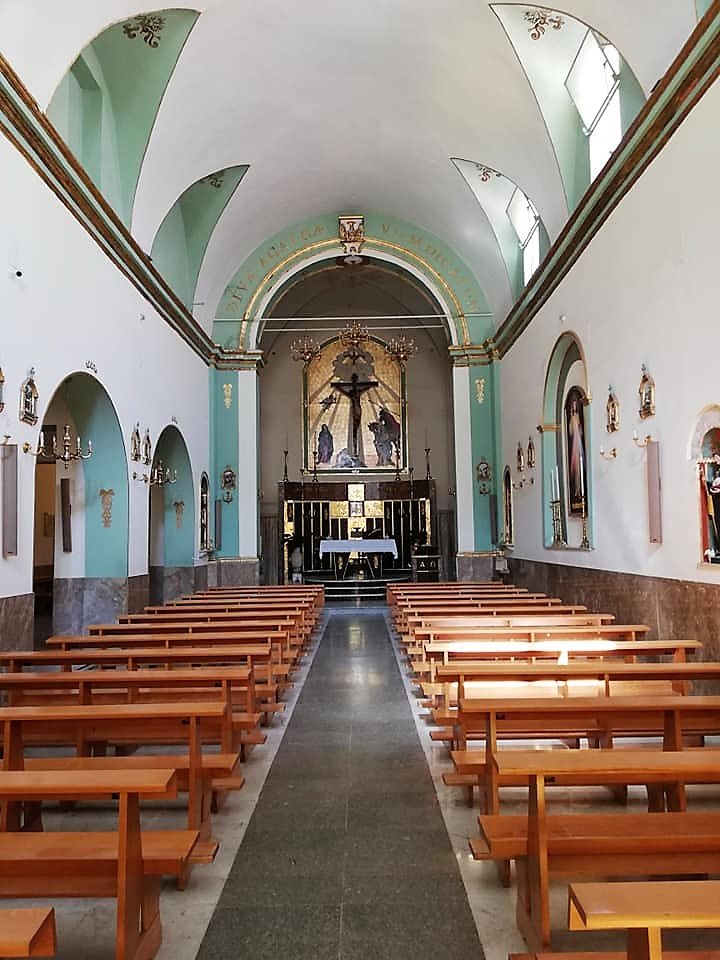
Navata e altare maggiore.

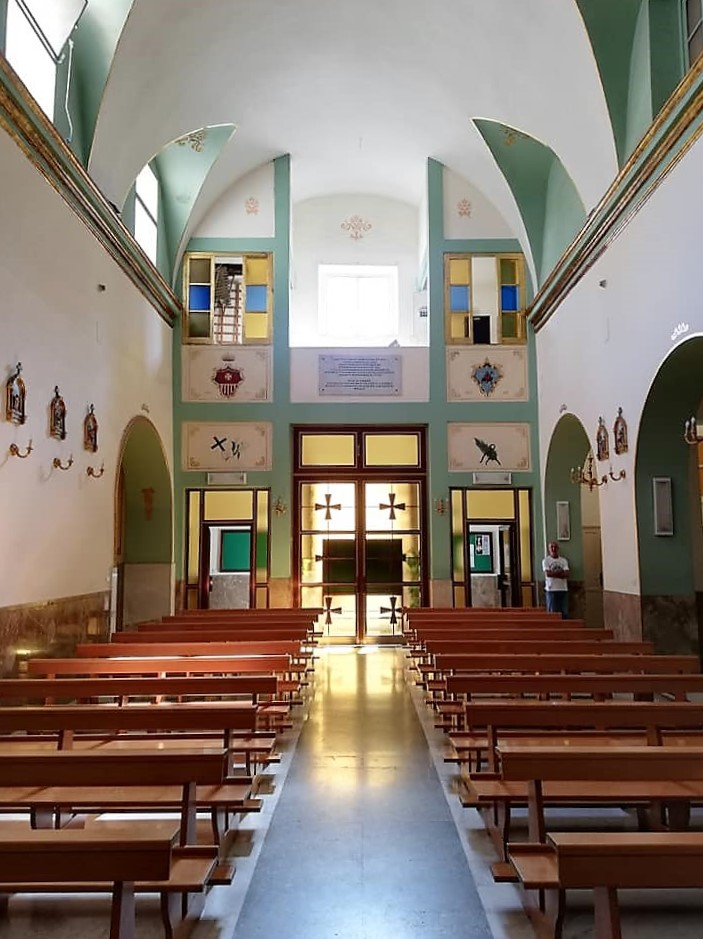
Navata e controfacciata.

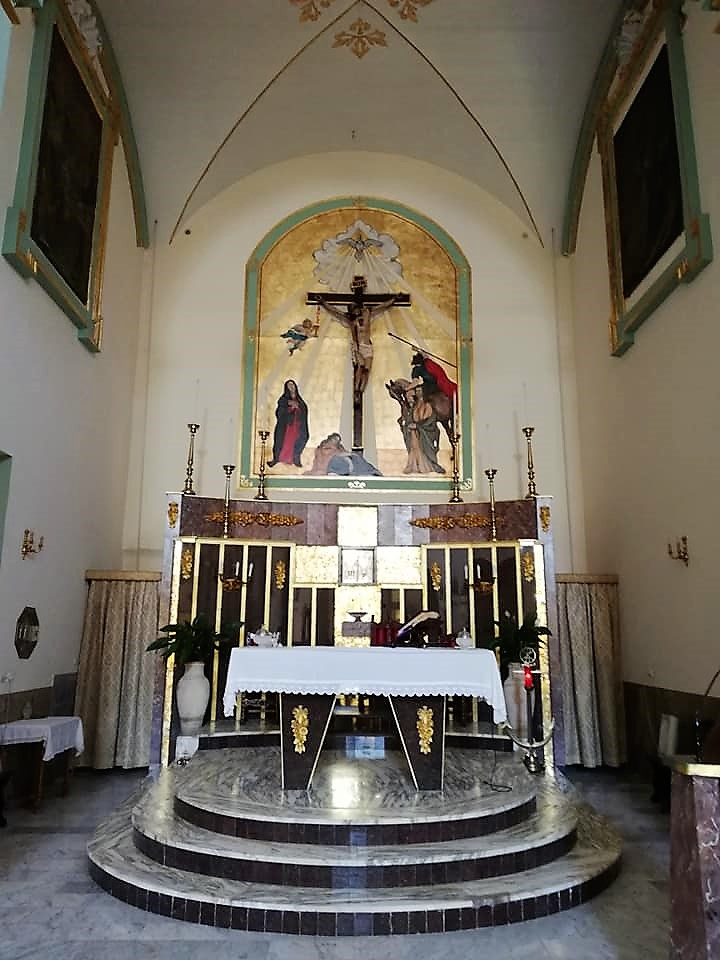
Altare maggiore.

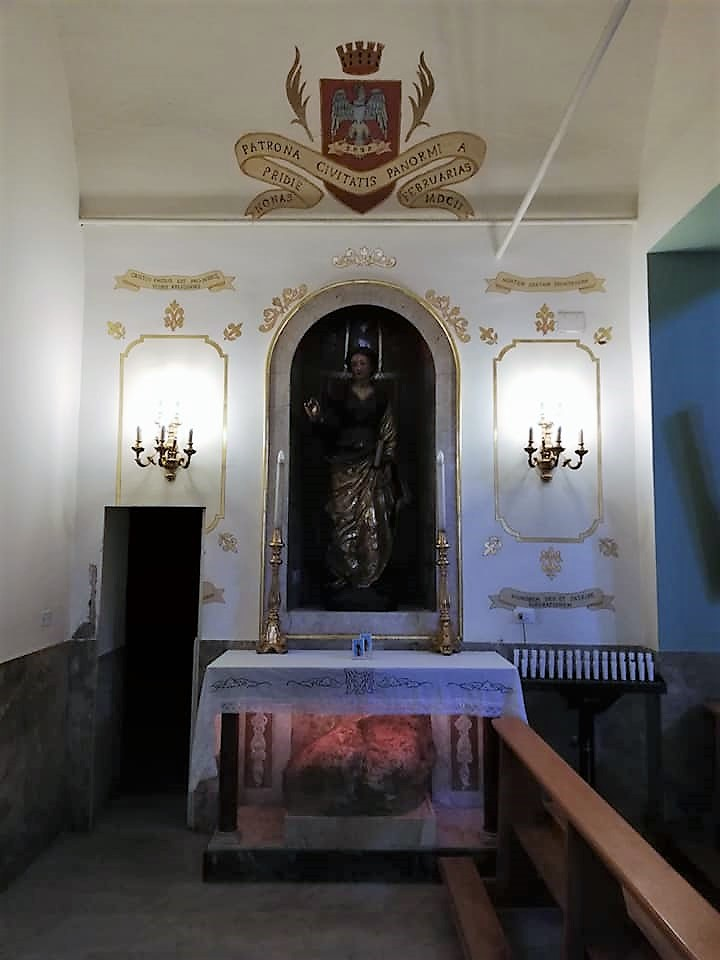
Cappella di Sant'Agata.

La chiesa di Sant'Agata la Pedata è un luogo di culto adiacente a Porta Sant'Agata ubicato nel centro storico della città di Palermo. L'edificio assieme al convento dell'Ordine agostiniano riformato della «Congregazione di Centorbi» costituiva in passato un unico aggregato monumentale.

## Storia
Sebbene la costruzione di tre dei luoghi di culto dedicati a Sant'Agata siano da imputare alla devozione del Gran Conte Ruggero, non esistono tuttavia prove documentali che attestino l'edificazione di questo tempio in epoca normanna.

### Epoca aragonese
Al 1275 e 1279 risalgono le prime attestazioni in atti notarili che comprovano l'esistenza di un luogo di culto agatino ubicato vicino ad una porta della cinta muraria dell'epoca. Tale vicinanza supportava la primitiva denominazione di chiesa di Sant'Agata de Porta che si accostava all'appellativo di chiesa di Sant'Agata de Petra per via della custodia, all'interno dell'edificio, dell'orma pietrificata.
Nel 1324, altre notizie documentali inerenti a un atto notarile, nella fattispecie un testamento fa espressamente riferimento alla chiesa.
L'attribuzione della cittadinanza fra Catania e Palermo fu aspro argomento di disputa tra storici nei vari secoli, studi che concordano sul luogo di morte (Catania) e sulle proprietà e possedimenti della famiglia nel territorio cittadino (Palermo). Possesso di beni che permise la temporanea fuga dalla città etnea e molteplici nascondigli.
Dal 1499 per volontà della confraternita formata dalle maestranze dei conciatori di pelle, l'uscita annuale del fercolo si alternò. Il Senato palermitano decretò e formalizzò la cadenza annuale da condividere con la chiesa di Sant'Agata alle Mura. Agli inizi del XIX secolo la manifestazione prendeva avvio direttamente dalla cattedrale.

### Epoca spagnola
Nel 1518 furono eseguiti restauri conservativi che comportarono anche l'ingrandimento dell'aula e la costruzione del convento. I lavori causarono la perdita degli elementi architettonici originali, tipici delle semplici chiese di campagna, determinando uno stile indefinibile.
Nel 1575, Il tempio fu concesso alle categorie di fabbri, magnani, archibugieri, coltellinai e calderai, corrispondenti rispettivamente ai fabbri ferrai, chiavettieri, schioppettieri, coltellieri e pentolai associati in un'unica maestranza. Devoti del loro patrono e patrocinatori della Cappella di Sant'Eligio.
Nel 1622, Il ceto cedette la chiesa all'Ordine dei mercedari scalzi. Dopo tre anni costoro, causa esaurimento della vena idrica e avanzando motivazioni sulla presunta insalubrità del luogo, si trasferirono nella chiesa dell'Immacolata Concezione ai Cartari nella contrada ai Lattarini, ove edificarono una nuova struttura conventuale.
Nel 1663 i religiosi dell'Ordine agostiniano riformato della «Congregazione di Sant'Adriano», congiuntamente ai membri della «Congregazione di Centorbi», già titolari della chiesa della Madonna della Provvidenza fuori Porta di Termini, ottennero l'uso di questo tempio.
In precedenza era la congregazione dei Maniscalchi a detenere il possesso, sodalizio che nel 1680 si distaccò dal gruppo di corporazioni fino al 1821.

## Interno
- Cappella di Sant'Eligio.[3]
- Navatella sinistra:
  - Prima campata: Altare della Vergine. Altare e nicchia contenente statua marmorea di stile gaginesco.
  - Seconda campata: alla parete lo scomparto contenente la reliquia di San Giovanni Paolo II.
  - Terza campata: nella chiesa è presente la sepoltura della venerabile Maria Chiara Magro.[5]
    - Absidiola sinistra: Cappella di Sant'Agata.[4] Altarino secondario posto sul lato sinistro dell'altare maggiore, sotto la lastra marmorea della mensa la custodia del sasso recante l'orma della martire.

In primo tempo il masso era collocato nel muro nella parte destra rispetto alla porta maggiore. In un secondo tempo fu custodito in una nicchia presso la porta secondaria della chiesa. Ancora una volta fu spostato in una minuscola cappella con un proprio altare, esclusivamente realizzato a destra dell'ingresso per potere comodamente celebrare le funzioni. Una lapide apposta nel 1642 ne segnalava la posizione. Riferimento al presente non più esistente.

## Convento
Struttura creata dopo il 1518 dai Mercedari riformati scalzi.
- 1663, Convento dell'Ordine agostiniano riformato della «Congregazione di Sant'Adriano» congiuntamente ai membri della «Congregazione di Centorbi».

## Porta Sant'Agata
L'adiacente Porta Sant'Agata costituiva un varco d'accesso ubicato nella cortina meridionale delle mura. Ad essa corrispondeva approssimativamente sulle fortificazioni poste a settentrione, la Porta di Sant'Agata la Guilla, varco appartenente alla primitiva cinta in epoca punica e araba affacciato sul corso del fiume Papireto.